# Saison 2010 des Indians de Cleveland
La saison 2010 des Indians de Cleveland est la 110e saison en ligue majeure pour cette franchise qui reste sur une saison 2009 très décevante. Même déconvenue en 2010 avec une médiocre quatrième place en division centrale de la Ligue américaine.

## Intersaison
Les options financières du propriétaire de la franchise sont clairement à la baisse de la masse salariale. Cette dernière passe de 81 millions en 2009 à 50-60 millions de dollars en 2010. À eux seuls, six joueurs (Hafner, Westbrook, Wood, Sizemore, Carmona et Peralta) coûtent déjà 48 millions. Le reste de l'effectif sera donc principalement composé de jeunes joueurs payés au minimum syndical, soit un peu moins de 400 000 dollars par an. Heureusement pour les Indians, la formation des jeunes joueurs est l'un des points forts de la franchise, et, à tous les postes, de jeunes joueurs prometteurs sont sur les rangs pour compléter l'effectif.

### Arrivées
Manny Acta est nommé manager des Indians le 25 octobre 2009.
Le lanceur de relève Jason Grilli, l'arrêt-court Luis Rodríguez et le joueur de troisième but Brian Buscher rejoignent les Indians via des contrats de Ligues mineures le 2 décembre.
Le lanceur de relève Saúl Rivera s'engage chez les Indians en signant un contrat de Ligue mineures le 21 décembre.
Le lanceur de relève Mitch Talbot rejoint les Indians le 21 décembre. Il complète l'échange de Kelly Shoppach effectué en fin de saison dernière.
Le polyvalent Shelley Duncan s'engage chez les Indians avec un contrat de Ligues mineures paraphé le 4 janvier 2010.
Le voltigeur Austin Kearns rejoint les Indians le 5 janvier via un contrat de Ligues mineures.
Le vétéran Mark Grudzielanek signe un contrat de Ligues mineures chez les Indians le 12 janvier.
Le vétéran receveur Mike Redmond signe un contrat d'un an le 15 janvier.
L'arrêt-court Brian Bixler (ex-Pirates de Pittsburgh) rejoint les Indians le 18 janvier à l'occasion d'un échange contre le jeune Jesus Brito.
Le vétéran Russell Branyan s'engage pour une saison le 24 février. Branyan a déjà évolué sous les couleurs des Indians de 1998 à 2002.
Mis en Ballottage chez les Nationals de Washington, le contrat du joueur d'utilité Anderson Hernández est réclamé le 17 mars par les Indians. La signature d'Hernández pousse Bixler hors de la liste des joueurs actifs.

### Départs
Le manager Eric Wedge quitte la direction des Indians à l'issue de la saison 2009. Il est remercié après les résultats décevants enregistrés à l'occasion des deux dernières saisons.
Le 1er décembre, le receveur Kelly Shoppach est transféré chez les Rays de Tampa Bay. Il est échangé aux Rays contre à un joueur restant à désigner.
Le 18 décembre, le joueur d'avant-champ Jamey Carroll signe pour 2 ans avec les Dodgers de Los Angeles.
Le lanceur Zach Jackson est échangé le 9 janvier 2010 aux Blue Jays de Toronto contre un joueur à nommer ultérieurement.

### Prolongations de contrats
-

### Cactus League
Les Indians partagent, à partir de cette saison, leur stade d'entraînement de printemps avec les Reds de Cincinnati, jusque-là basés en Floride. 32 rencontres de préparation sont programmées du 5 mars au 3 avril à l'occasion de cet entraînement de printemps 2010 des Indians.
Manny Acta annonce le 27 février qu'Asdrubal Cabrera prendra la place de Grady Sizemore en tête de l'orde de passage au bâton. Cabrera frappe un coup de circuit à l'occasion de son premier passage au bâton du premier match d'entraînement, le 5 mars face aux Reds de Cincinnati. Grady Sizemore, Shin-Soo Choo, Travis Hafner et Jhonny Peralta suivent Cabrera dans l'ordre de frappe lors de cette première sortie.
Les Indians enchainent cinq succès à l'occasion de ses cinq premières sorties en Cactus League. Cleveland est la seule formation à aligner ainsi cinq victoires de rang en ce début d'entraînement de printemps 2010. Le cinquième succès, le 10 mars face aux Padres de San Diego, donne l'occasion aux Indians d'inscrire neuf points en bas de quatrième manche pour porter la marque à 1-10. En fin de partie, les invités et autres jeunes pousses du club concèdent quatre points aux Padres.
Un match nul en dix manches sanctionne le sixième match des Indians. Ce résultat n'est pas significatif car l'équipe alignée par Manny Acta se composait quasi exclusivement de joueurs invités.
Le premier revers est enregistré le 13 mars après cinq victoires et deux matchs nuls.
Avec 19 victoires, 9 défaites et 3 nuls, les Indians terminent premiers de la Cactus League et enregistrent la deuxième meilleure performance des clubs de la Ligue américaine.

## Saison régulière

### Calendrier
|    | Avril       | Mai       | Juin        | Juillet       | Août        | Septembre  | Octobre     |    |
| -- | ----------- | --------- | ----------- | ------------- | ----------- | ---------- | ----------- | -- |
| 1  |             | Twins     | @ Tigers    | Blue Jays     | @ Blue Jays | White Sox  | @ White Sox | 1  |
| 2  |             | Twins     | @ Tigers    | Athletics     | @ Red Sox   | @ Mariners | @ White Sox | 2  |
| 3  |             | Blue Jays | @ Tigers    | Athletics     | @ Red Sox   | @ Mariners | @ White Sox | 3  |
| 4  |             | Blue Jays | @ White Sox | Athletics     | @ Red Sox   | @ Mariners |             | 4  |
| 5  | @ White Sox | Blue Jays | @ White Sox | @ Rangers     | @ Red Sox   | @ Mariners |             | 5  |
| 6  |             |           | @ White Sox | @ Rangers     | Twins       | @ Angels   |             | 6  |
| 7  | @ White Sox | Tigers    | Red Sox     | @ Rangers     | Twins       | @ Angels   |             | 7  |
| 8  | @ White Sox | Tigers    | Red Sox     | @ Rays        | Twins       | @ Angels   |             | 8  |
| 9  | @ Tigers    | Tigers    | Red Sox     | @ Rays        |             |            |             | 9  |
| 10 | @ Tigers    |           | Red Sox     | @ Rays        | Orioles     | Twins      |             | 10 |
| 11 | @ Tigers    | @ Royals  | Nationals   |               | Orioles     | Twins      |             | 11 |
| 12 | Rangers     | @ Royals  | Nationals   |               | Orioles     | Twins      |             | 12 |
| 13 |             | @ Royals  | Nationals   | All-Star Game | Mariners    |            |             | 13 |
| 14 | Rangers     | @ Orioles |             |               | Mariners    | Angels     |             | 14 |
| 15 | Rangers     | @ Orioles | Mets        |               | Mariners    | Angels     |             | 15 |
| 16 | White Sox   | @ Orioles | Mets        | Tigers        |             | Angels     |             | 16 |
| 17 | White Sox   | @ Rays    | Mets        | Tigers        | @ Royals    | @ Royals   |             | 17 |
| 18 | White Sox   | @ Rays    | @ Pirates   | Tigers        | @ Royals    | @ Royals   |             | 18 |
| 19 |             | Royals    | @ Pirates   | @ Twins       | @ Royals    | @ Royals   |             | 19 |
| 20 | @ Twins     | Royals    | @ Pirates   | @ Twins       | @ Tigers    | @ Twins    |             | 20 |
| 21 | @ Twins     | Reds      |             | @ Twins       | @ Tigers    | @ Twins    |             | 21 |
| 22 | @ Twins     | Reds      | @ Phillies  |               | @ Tigers    | @ Twins    |             | 22 |
| 23 | @ Athletics | Reds      | @ Phillies  | Rays          |             | Royals     |             | 23 |
| 24 | @ Athletics | White Sox | @ Phillies  | Rays          | Athletics   | Royals     |             | 24 |
| 25 | @ Athletics | White Sox | @ Reds      | Rays          | Athletics   | Royals     |             | 25 |
| 26 | @ Angels    | White Sox | @ Reds      | Yankees       | Athletics   | Royals     |             | 26 |
| 27 | @ Angels    |           | @ Reds      | Yankees       | Royals      | Tigers     |             | 27 |
| 28 | @ Angels    | @ Yankees | Blue Jays   | Yankees       | Royals      | Tigers     |             | 28 |
| 29 |             | @ Yankees | Blue Jays   | Yankees       | Royals      | Tigers     |             | 29 |
| 30 | Twins       | @ Yankees | Blue Jays   | @ Blue Jays   | White Sox   |            |             | 30 |
| 31 |             | @ Yankees |             | @ Blue Jays   | White Sox   |            |             | 31 |
|    | Avril       | Mai       | Juin        | Juillet       | Août        | Septembre  | Octobre     |    |

### Classement
| Ligue américaine (Division Centrale) | V  | D  | %    | GB |
| ------------------------------------ | -- | -- | ---- | -- |
| Twins du Minnesota                   | 94 | 68 | .580 | -  |
| White Sox de Chicago                 | 88 | 74 | .543 | 6  |
| Tigers de Détroit                    | 81 | 81 | .500 | 13 |
| Indians de Cleveland                 | 69 | 93 | .426 | 25 |
| Royals de Kansas City                | 67 | 95 | .414 | 27 |

### Résultats
| Légende              | Légende             | Légende       |
| victoire des Indians | défaite des Indians | match reporté |
| -------------------- | ------------------- | ------------- |

#### Avril

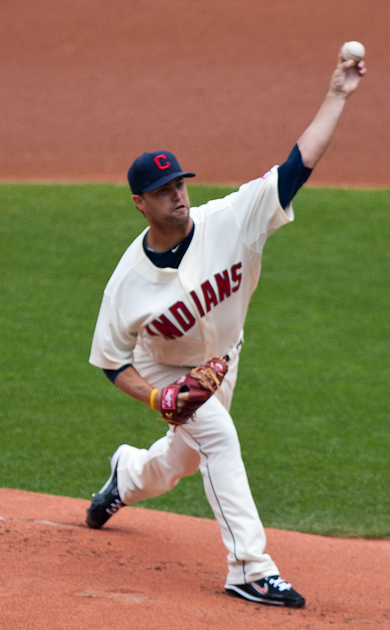
David Huff

Une série de trois matchs à Chicago face aux White Sox ouvre la saison du 5 au 8 avril. L'attaque des Indians reste muette à l'occasion de la première rencontre remportée par les Sox 0-6 malgré le retour tant attendu de Jake Westbrook sur le monticule. Mark Buehrle est crédité de la victoire et réalise plus le geste défensif de ce premier jour de compétition. Les Indians se reprennent après cette mauvaise entrée en matière en remportant les deux autres matchs de cette série sur des scores identiques : 5-3 puis 5-3 en onze manches. Chris Perez enregistre ces deux premiers sauvetages tandis que Fausto Carmona et Jensen Lewis accrochent chacun une victoire.
 
Le 9 avril à Détroit face aux Tigers, Travis Hafner ouvre la marque en deuxième manche sur le premier coup de circuit d'un Indian cette saison. La partie bascule sur une erreur de Jhonny Peralta en bas de cinquième manche coutant trois points à Cleveland. Les Tigers enlèvent la première partie de cette série de trois matchs 2-5. Battus 2-4 le lendemain, les Indians tentent de réagir le dimanche 11 avril en menant rapidement à la marque. Luis Valbuena frappe dès la première manche son premier grand chelem en carrière et le premier de la saison pour un Indian. Les Indians connaissent alors de grosses difficultés au niveau de leurs six lanceurs appelés sur le monticule au cours de ce match. Ils accordent 18 coups surs et 9 buts sur balles. Avant la dernière demi-manche de la partie, les Indians mènent encore 8-7, puis laissent passer les Tigers sur le fil pour s'incliner 8-9.
La première sortie à Progressive Field le 12 avril propose un match en dix manches perdu par les Indians 4-2. Le deuxième match de la série face aux Rangers du Texas est également une défaite. Le 15 avril, à l'occasion du Jackie Robinson Day, les Indians enregistrent leur premier succès à domicile. Longtemps menés 2-0 par les Rangers, les Indians s'imposent 2-3 sur un coup de circuit à trois points de Shin-Soo Choo en bas de huitième manche. David Huff lance son premier match complet en Ligue majeure.
Mitch Talbot lance un match complet et engrange une victoire contre les White Sox de Chicago le 16 avril. Les deux autres oppositions face aux Sox se soldent également par des victoires des Indians. L'un des artisans de ces bons résultats est Shin-Soo Choo qui compte quatre coups de circuit, 12 points produits et une moyenne au bâton de 0,545 sur les sept derniers matchs.
La première sortie des Indians à Target Field, nouvelle enceinte des Twins du Minnesota, se solde par une nette victoire des Twins 1-5. Travis Hafner sauve l'honneur en frappant un coup de circuit en solo en deuxième manche. Une erreur de Asdrúbal Cabrera, deux de Justin Masterson, puis des hésitations au marbre coûtent ensuite quatre points aux Indians en troisième manche.
Le 23 avril à Oakland, les Indians prennent une leçon d'efficacité face aux Athletics qui s'imposent 10-0. Trois erreurs, nombre de mauvais choix offensifs et défensifs, et pas moins de cinq double-jeux complétés par les locaux expliquent l'écart au tableau d'affichage qui se creusent définitivement en bas de huitième manche (6 points).

#### Mai
Le match du 7 mai face aux Tigers de Détroit est stoppé par la pluie. Après quatre manches, les Tigers menaient 7-6. Peu avant la rencontre, le retour au jeu de Kerry Wood avait été annoncé, mais au coup d'envoi, on apprenait que Wood figurait toujours sur la liste des blessés. Wood retrouve les terrains de Ligue majeure le 8 mai ; entré en jeu en septième manche en relève de Justin Masterson, il est crédité de la défaite face aux Tigers.
Le 11 mai, Jake Westbrook enregistre sa première victoire en deux ans et un mois à la suite de sa longue absence sur blessure.
À l'occasion de la victoire du 29 mai chez les Yankees de New York, la lanceur partant David Huff est heurté à la tête par une balle frappée par Alex Rodriguez. Évacué sur une civière, Huff a passé des tests médicaux rassurants et il devrait rejoindre rapidement les terrains de jeu.

#### Juillet
- Le 28 juillet, l'arrêt-court Jhonny Peralta est transféré aux Tigers de Detroit en retour du lanceur gaucher des ligues mineures Giovanni Soto[21].
- Le 30 juillet, le voltigeur Austin Kearns est transféré aux Yankees de New York pour le lanceur droitier Zach McAllister et une somme d'argent[22],[23].
- Le 31 juillet, le lanceur droitier Jake Westbrook passe aux Cardinals de Saint-Louis dans un échange à trois clubs impliquant aussi les Padres de San Diego. Les Indians reçoivent des Padres le lanceur droitier des ligues mineures Corey Kluber[24].
- Le 31 juillet, le releveur Kerry Wood est transféré aux Yankees de New York pour un joueur à être nommé plus tard et une somme d'argent[25].

#### Septembre
Doubleheader le 29 septembre contre les Tigers de Détroit à la suite du report du match programmé la veille (pluie).

## Repêchage des joueurs amateurs
Le lanceur gaucher Drew Pomeranz (Ole Miss Rebels) est sélectionné au premier rang (5e choix) par les Indians. Il perçoit un bonus de 2,65 millions de dollars à la signature de son premier contrat professionnel après des négociations serrées.
Le joueur de deuxième but LeVon Washington (Chipola College) est choisi au deuxième tour de sélection (55e choix). Il touche un bonus de 1,2 million de dollars à la signature de son premier contrat professionnel.
L'arrêt-court Tony Wolters est sélectionné au troisième tour (87e choix). Repêché à la sortie de l'école secondaire, il touche un bonus de 1,35 million de dollars à la signature de son premier contrat professionnel.
Le lanceur droitier Kyle Blair (Université de San Diego) est choisi au quatrième tour de sélection (120e choix). Il touche un bonus de 585 000 de dollars à la signature de son premier contrat professionnel.
Cinquante joueurs sont sélectionnés par les Indians à l'occasion de ce repêchage 2010.

## Affiliations en ligues mineures
| Niveau         | Equipe                    | Ligue                   | Manager         | Vic. | Déf. | Classement                 |
| -------------- | ------------------------- | ----------------------- | --------------- | ---- | ---- | -------------------------- |
| AAA            | Columbus Clippers         | International League    | Mike Sarbaugh   | 79   | 65   | 1er - Champions            |
| AA             | Akron Aeros               | Eastern League          | Joel Skinner    | 71   | 71   | 4e de l'EAS Western        |
| Advanced A     | Kinston Indians           | Carolina League         | Aaron Holbert   | 73   | 67   | 1er tour des séries élim.  |
| A              | Lake County Captains      | Midwest League          | Ted Kubiak      | 77   | 62   | 1er - Champions            |
| Short Season A | Mahoning Valley Scrappers | New York - Penn League  | Travis Fryman   | 30   | 46   | 6e de la Pinckney Division |
| Rookie         | Arizona League Indians    | Arizona League          | Chris Tremie    | 21   | 35   | 4e de l'AZL Central        |
| Rookie         | DSL Indians               | Dominican Summer League | Wilfredo Tejada | 37   | 35   | 5e de la DSL B.C. North    |